# 雷克納省
雷克納省（西班牙語：Provincia de Requena），是秘魯的首份，位於該國東北部洛雷托大区，首府是雷克納，始建於1943年7月2日，海拔高度114米，2007年人口65,692，人口密度每平方公里1.33人。